# 马兰库尔
马兰库尔（法語：Malincourt，法語發音：[malɛ̃kuʁ]）是法国上法蘭西大區北部省的一个市镇，属于康布雷区。

## 地理
马兰库尔（50°2'50"N, 3°19'29"E）面积10.3 平方千米，位于法国上法蘭西大區北部省，该省份为法国最北部的省份及最长的省份，西北濒北海，西接加来海峡省，南至埃纳省和索姆省，东与比利时接壤。
与马兰库尔接壤的市镇（或旧市镇、城区）包括：博雷瓦尔、瑟兰、维莱乌特雷欧、瓦兰库尔-塞尔维尼、埃斯科河畔克雷沃克尔、德埃里、埃兰库尔。

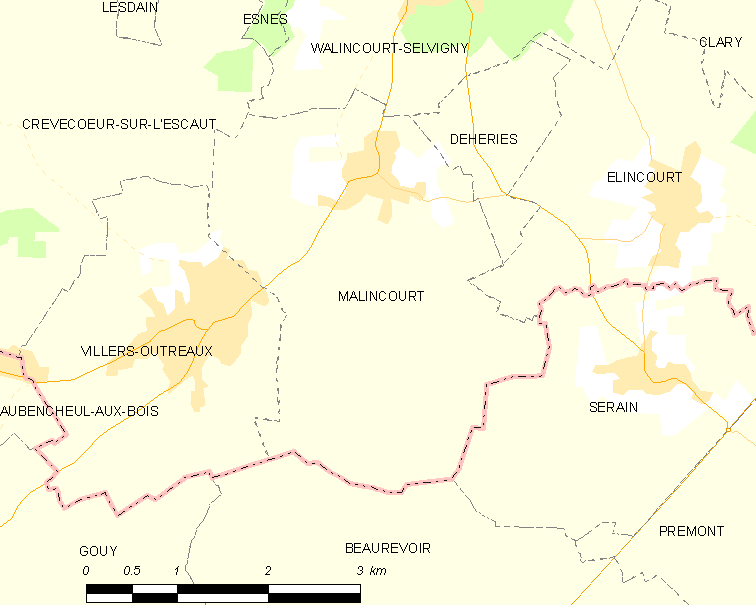
马兰库尔的OSM定位图

马兰库尔的时区为UTC+01:00、UTC+02:00（夏令时）。

## 行政
马兰库尔的邮政编码为59127，INSEE市镇编码为59372。

## 政治
马兰库尔所属的省级选区为勒卡托康布雷西县。

## 人口

1962-2008年间马兰库尔人口变化图示

马兰库尔于2022年1月1日时的人口数量为487人。